# Прыжки на батуте на Европейских играх 2015
Соревнования по прыжкам на батуте на Европейских играх 2015 пройдут в столице Азербайджана, в городе Баку.

## Календарь
| ЦО | Церемония открытия | ● | Квалификации | 2 | Финалы соревнований | ЦЗ | Церемония закрытия |

| Июнь             | Июнь             | 12 Пт | 13 Сб | 14 Вс | 15 Пн | 16 Вт | 17 Ср | 18 Чт | 19 Пт | 20 Сб | 21 Вс | 22 Пн | 23 Вт | 24 Ср | 25 Чт | 26 Пт | 27 Сб | 28 Вс | Медали |
| ---------------- | ---------------- | ----- | ----- | ----- | ----- | ----- | ----- | ----- | ----- | ----- | ----- | ----- | ----- | ----- | ----- | ----- | ----- | ----- | ------ |
| Прыжки на батуте | Прыжки на батуте |       |       |       |       |       | ●     |       | ●     |       | 4     |       |       |       |       |       |       |       | 4      |

## Медали

### Мужчины
| Дисциплина            | Золото                                   | Серебро                                       | Бронза                                     |
| --------------------- | ---------------------------------------- | --------------------------------------------- | ------------------------------------------ |
| Индивидуальные прыжки | Дмитрий Ушаков Россия                    | Владислав Гончаров Беларусь                   | Илья Гришунин Азербайджан                  |
| Синхронные прыжки     | Россия · Дмитрий Ушаков · Михаил Мельник | Беларусь · Владислав Гончаров · Николай Казак | Германия · Мартин Громовский · Кирилл Зонн |

### Женщины
| Дисциплина            | Золото                                 | Серебро                             | Бронза                                   |
| --------------------- | -------------------------------------- | ----------------------------------- | ---------------------------------------- |
| Индивидуальные прыжки | Яна Павлова Россия                     | Катерин Дрисколл Великобритания     | Анна Гарчонак Беларусь                   |
| Синхронные прыжки     | Россия · Яна Павлова · Анна Корнетская | Франция · Марин Жубер · Жоэль Валле | Португалия · Беатрис Мартинш · Ана Ренте |